# Pseudomyrmex unicolor
Pseudomyrmex unicolor es una especie de hormiga del género Pseudomyrmex, subfamilia Pseudomyrmecinae. Esta especie fue descrita científicamente por Smith en 1855.

## Distribución
Se encuentra en Bolivia, Brasil, Ecuador, Guayana Francesa, Guyana, México, Paraguay, Perú y Surinam.